# Aengus II Ollam
Aengus II Ollam („Uczony”) – legendarny zwierzchni król Irlandii z dynastii Milezjan (linia Eremona) w latach 236-229 p.n.e. Syn Oiliolla (Aililla) Bracana, syna Labraida Loingsecha („Żeglarza”), zwierzchniego króla Irlandii. Miał, według średniowiecznej irlandzkiej legendy i historycznej tradycji, objąć władzę po zamordowaniu swego poprzednika, Modcorba. Są rozbieżności w źródłach, co do czasu jego rządów. Roczniki Czterech Mistrzów i Księga najazdów Irlandii („Lebor Gabála Érenn”) podały osiemnaście, zaś Roczniki z Clonmacnoise siedem lat rządów. Zginął z ręki swego następcy, Irereo Gleofathacha, syna arcykróla Melge’a Molbthacha. Aengus pozostawił po sobie syna Bressala Breca („Cętkowanego”), a przez niego wnuka Fergusa Fortamaila („Silnego” lub „Walecznego”), przyszłego zwierzchniego króla Irlandii.